# Traité Heligoland-Zanzibar
 (juillet 2025).
Si vous disposez d'ouvrages ou d'articles de référence ou si vous connaissez des sites web de qualité traitant du thème abordé ici, merci de compléter l'article en donnant les références utiles à sa vérifiabilité et en les liant à la section « Notes et références ».

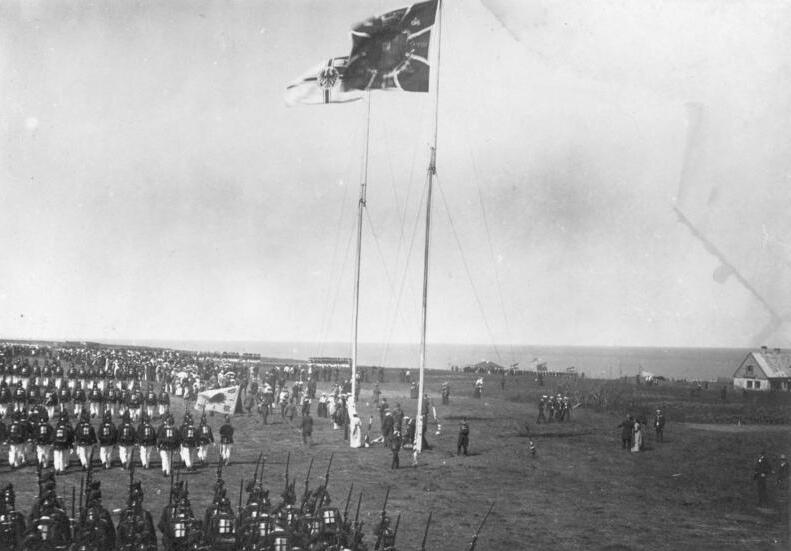
Cérémonie de transfert de souveraineté à Heligoland, 10 août 1890.

Le traité Heligoland-Zanzibar (en allemand : Helgoland-Sansibar-Vertrag) du 1er juillet 1890 (également connu sous le nom d’accord anglo-allemand de 1890) est un règlement conclu entre le Royaume-Uni et l’Empire allemand visant à l'échange de différents territoires entre ces deux nations.

## Termes

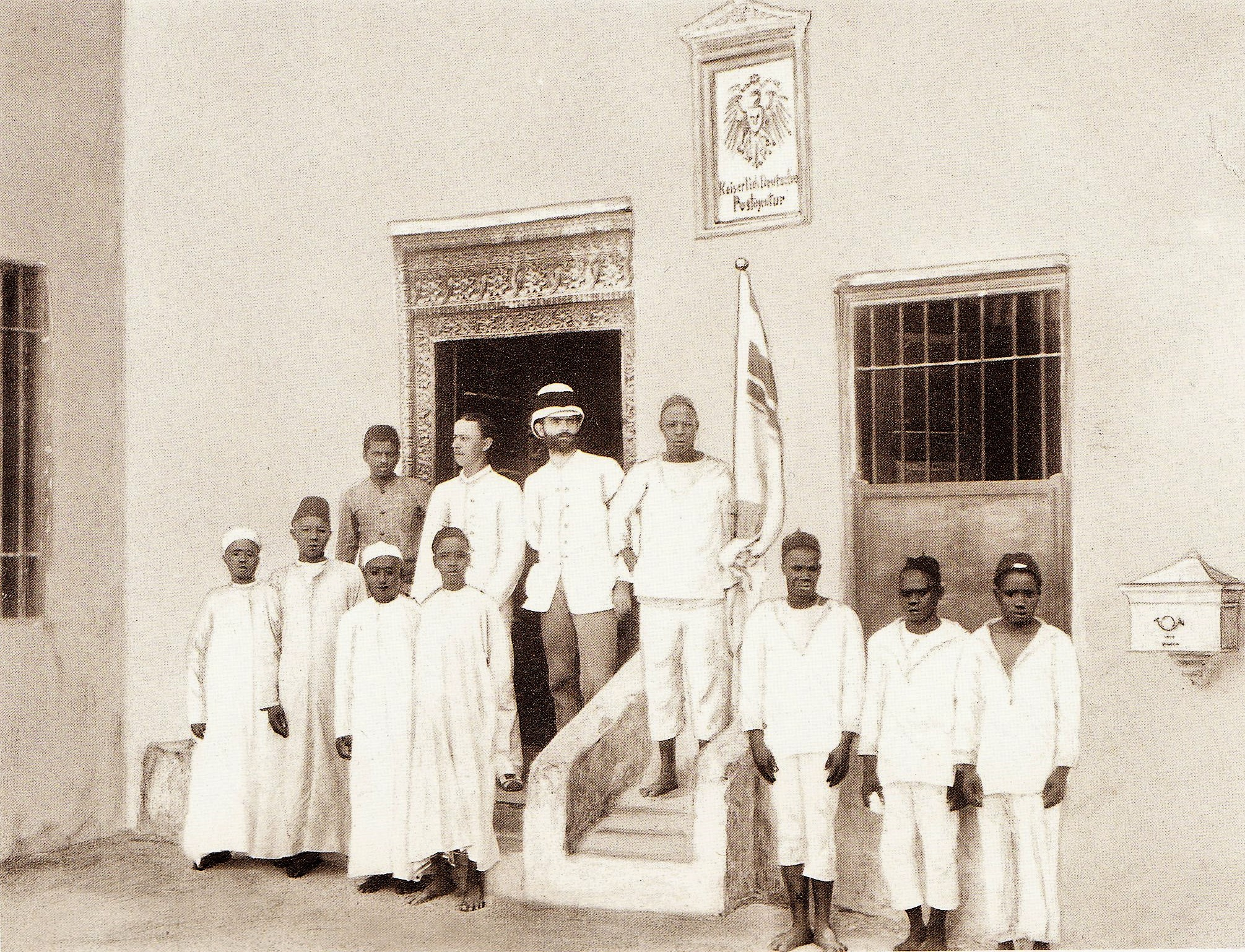
Agence postale impériale allemande à Zanzibar avec son personnel, en 1890.
Les deux premières agences postales de l'ancienne Afrique orientale allemande, à Lamu et à Zanzibar, furent fermées après le traité Helgoland-Zanzibar de 1890. Le territoire sur lequel elles se trouvaient était devenu britannique.

L’Allemagne obtient les îles de Heligoland (Helgoland en allemand, à l’origine rattachées au duché danois de Holstein-Gottorp mais possession britannique depuis le traité de Kiel de 1814) en mer du Nord, la bande de Caprivi (chefferie des Fwe en Namibie), et les mains libres pour prendre le contrôle de la côte de Dar es Salam et former le cœur de l’Afrique orientale allemande (renommé après la défaite allemande de 1918 en Tanganyika, qui est aujourd’hui la partie continentale de la Tanzanie).
En échange, l’Allemagne laisse à la Grande-Bretagne le protectorat du petit sultanat du Wituland (Deutsch-Witu, sur la côte kenyane), des parties d’Afrique de l'Est (essentielles au Royaume-Uni qui souhaite construire un chemin de fer jusqu’au lac Victoria) et promet de cesser définitivement toute vue expansionniste sur le sultanat de Zanzibar. Le Royaume-Uni déclare un protectorat sur ce sultanat insulaire (composé des îles de Zanzibar et Pemba) et, à la suite du bombardement de Zanzibar de 1896, obtient le contrôle total de ce petit État de l’océan Indien.
En outre, le traité reconnaît une sphère d’intérêts allemands dans le Sud-Ouest africain allemand (aujourd’hui la Namibie) et établit les frontières séparant le Togoland allemand de la Côte-de-l'Or britannique et le Kamerun allemand de la colonie britannique du Nigeria.

## Conséquences
L’ancien chancelier allemand Otto von Bismarck dénonce ce traité comme un fourvoiement, cherchant à attaquer son successeur Leo von Caprivi sur la conclusion d’un accord qu’il a lui-même négocié du temps de son ministère. En réalité, l’Allemagne n’a jamais eu le moindre contrôle sur le sultanat de Zanzibar, ce qui rendait le traité avantageux pour elle. Cette idée d'une Allemagne lésée par la signature du traité est une version pourtant défendue par Bismarck, et qui est très vite récupérée par les colonialistes arguant d’une trahison des intérêts allemands (« un pantalon contre un bouton »). Alfred Hugenberg appelle à la fondation de l’Alldeutscher Verband qui naît en 1891.
Le traité sert les buts de Caprivi : la restitution par le Royaume-Uni de l'île d’Heligoland, vitale pour le contrôle total allemand du golfe formé par la côte frisonne et la péninsule du Jutland. L'empereur Guillaume II d'Allemagne avait d'ailleurs d'ambitieux plans pour cette région : établissement d’une puissante marine impériale et construction du canal de Kiel.